# Beixpeltir
Beixpeltir (en rus Бешпельтир) és un poble de la República de l'Altai, a Rússia. El 2016 tenia 480 habitants. Beixpeltir es troba a la vall del riu Katun, al sud de Gorno-Altaisk, en la confluència dels rius Kolbajak i Eliunga, a 29 km al nord de Txemal, la seu administrativa de la província.